# Kamienice (potok)
Kamienice – potok w Dolinie Kamienic na Wyżynie Olkuskiej na Wyżynie Krakowsko-Częstochowskiej wśród pól uprawnych, na zachód od zabudowań Miękini i na wschód od Filipowic. Nazwa doliny pochodzi od Kamienic - malowniczych skał wapiennych górujących nad zachodnim zboczem doliny. Skałki te zbudowane są z karbońskiego wapienia. Dolina leży w południowej strefie uskokowej krawędzi Wyżyny Krakowsko-Częstochowskiej. Potok bierze swój początek z obfitych źródeł w górnej części doliny. W ich pobliżu, we wschodnim zboczu doliny znajduje się uznana za pomnik przyrody Skała Pipkowa. Dalej płynąc dnem doliny na południe, wpada do Filipówki.